# Meridiano 128 W
O meridiano 128 W é um meridiano que, partindo do Polo Norte, atravessa o Oceano Ártico, América do Norte, Oceano Pacífico, Oceano Antártico, Antártida e chega ao Polo Sul. Forma um círculo máximo com o Meridiano 52 E.
Começando no Polo Norte, o meridiano 128º Oeste tem os seguintes cruzamentos:
| País, território ou mar | Notas |
| ----------------------- | --- |
| Oceano Ártico           | |
| Mar de Beaufort         | Passa a leste das Ilhas Baillie, Territórios do Noroeste, Canadá                                         |
| Canadá                  | Territórios do Noroeste Yukon Colúmbia Britânica - continente, Ilha Cunningham, Ilha Denny e Ilha Hunter |
| Fitz Hugh Sound         | |
| Canadá                  | Colúmbia Britânica - Ilha Hecate e Ilha Calvert                                                          |
| Oceano Pacífico         | Enseada da Rainha Carlota                                                                                |
| Canadá                  | Colúmbia Britânica - Ilha Vancouver                                                                      |
| Oceano Pacífico         | Passa a leste da Ilha Henderson, Pitcairn                                                                |
| Oceano Antártico        | |
| Antártida               | Território não reivindicado                                                                              |